# لویی لوفره
لویی لوفره (فرانسوی: Louis Laufray‎; ۱ اکتبر ۱۸۸۱ – ۴ فوریهٔ ۱۹۷۰) بازیکن واترپلو اهل فرانسه بود.